# Julian Charles Porteous

Erzbischofswappen von Julian Porteous

Julian Charles Porteous (* 5. Juni 1949 in Sydney) ist ein australischer römisch-katholischer Geistlicher und emeritierter Erzbischof von Hobart.

## Leben
Der Erzbischof von Sydney, James Darcy Kardinal Freeman, weihte ihn am 7. September 1974 zum Priester.
Papst Johannes Paul II. ernannte ihn am 16. Juli 2003 zum Titularbischof von Urusi und Weihbischof in Sydney. Der Erzbischof von Sydney, George Pell, spendete ihm am 3. September desselben Jahres die Bischofsweihe; Mitkonsekratoren waren Edward Bede Kardinal Clancy, Alterzbischof von Sydney, und Bernard Cyril O’Grady OP, Bischof von Gizo.
Am 19. Juli 2013 wurde Porteous von Papst Franziskus zum Erzbischof von Hobart ernannt. Die Amtseinführung folgte am 17. September desselben Jahres.
Papst Leo XIV. nahm am 20. Juni 2025 das altersbedingte Rücktrittsgesuch von Julian Charles Porteous an.